# Sarasvatí

Rádža Ravi Varma, Sarasvatí, 1986, olej na plátně

Sarasvatí je védská říční a mateřská bohyně, v hinduismu je bohyní učenosti, umění a řeči, tvůrkyní sanskrtu a písma, známou také jako Váč „Řeč“, Vágéšvarí „Paní řeči“, Šáradá nebo Gájatrí, a manželkou Brahmy. Je zobrazována jako krásná žena v bílém, sedící v lotosu s knihou, šňůrou modlitebních korálků a vínou – nástrojem podobným loutně. Je doprovázena labutí, papouškem či pávem.

## Védské náboženství
Sarasvatí jsou v Rgvédu věnovány tři hymny, ale objevuje s i v mnoha dalších. Je personifikací stejnojmenné řeky, kterou nelze jistě identifikovat s žádnou současnou řekou. Ta se má v podzemí vlévat do Gangy a Jamuny na místě zvaném Trivéní, „Tříramenný cop“. Je zmiňována i s dalšími posvátnými řekami jako Sarajú, Sindhu, Satladž (Sutudrí) a Parusní. Řeka Sarasvatí přináší úrododárné záplavy, je největší a nejčistší z řek, teče z hor a nebeského oceánu, je matkou všech řek a nejlepší matkou vůbec. Sarasvatí očišťuje, zajišťuje bohatství, potomstvo a nesmrtelnost, její prs je nevyčerpatelný. Dokonce patří mezi přemožitele démonického hada Vrtry a tak je titulována jako Vrtrahán „přemožiteka Vrtry/odporu“. Z bohů je blízká především Indrovi, Marutům, Ašvinům a Púšanovi, podle jednoho verše je za Ašviny provdaná. Její přídomek Pávíráví Kanjá užitý v Rgvédu lze přeložit jako „dcera blesku“ či „hromová dívka“, což napovídá o jejím spojení s Indrou a v Jadžurvédu je přímo označována za jeho manželku, ale také za jeho matku. V hymnech počítaných mezi áprí, užívaných před úlitbami, je jmenována společně s bohyněmi Idá a Bháratí nebo Mahí a Hotrá.

## Pozdější texty
Podle Matsjapurány byla Sarasvatí stvořena Brahmou – bohem stvořitelem. Ten se nejdříve oddal přísné askezi, zjevil posvátné védy a když si uvědomil své nesmírné možnosti, stvořil ze své mysli deset mudrců – svých synů (manasaputrá). Poté z poloviny jeho těla vyzářila krásná dívka známá jako Gájatrí, Šatarúpá, Sávitrí, Sarasvatí či Brahmání, kterou mylně považoval za svou dceru. I jeho synové přijali dívku za sestru, Brahmá k ním však zahořel láskou a aby ji mohl pozorovat bez otáčení hlavy, stvořil si čtyři hlavy, a poté, co Savitrí vystoupala do nebe, stvořil si ještě hlavu pátou. Posedlost láskou však Brahmu připravila o síly získané askezí, a tak ve stvořitelském díle museli pokračovat jeho synové. Poté si mohl dívku vzít, začal s ní trávit čas v lotosovém květu a zplodil s ní Manua – prvního člověka.
Podle Matsjapurány byla Sarasvatí-Sávitrí opravdu Brahmovou dcerou a bůh stvořitel s ní tak spáchal incest. Podle Varáhapurány se jednoho dne Brahmá, Višnu a Šiva vzájemně podívali do očí a vznikla tak trojbarevná dívka. Bohové jí příkázali, aby se rozdělila podle svých barev a každý tak získal manželku: Brahma bílou Sarasvatí, Višnu červenou Lakšmí a Šiva černou Párvatí.
Podle Skandapurány jsou Sarasvatí a Gájatrí dvě odlišné postavy. Poté, co Sarasvatí otálela se svojí přítomností na oběti, vzal si Brahmá za ženu také mlékařku Gajátrí a rozezlená bohyně pak všechny účastníky oběti proklela. Podle Padmapurány však nakonec Brahmovi odpustila a přijala Gajátrí za spolumanželku. Podle životopisného díla Haršačarita se Sarasvatí stala obětí ršije Durvásase za to, že se při oběti zasmála falešnému tónu, který zazpíval. Kvůli tomu musela žít jistý čas mezi smrtelníky jako lidská žena. Podle Brahmavaivartapurány měl Višnu původně tři manželky: Lakšmí, Gangu a právě Sarasvatí. Sarasvatí se jednoho dne rozzlobila a obvinila svého manžela, že své zbylé ženy miluje více než ji. Poté také proklela Lakšmí aby se stala stromem (tulasí) a řekou, stejnou kletbou však byla postižena od Gangy. Nakonec ke stejnému osudu odsoudí Višnu i Gangu a Sarasvatí navíc učiní manželkou Brahmy.

## Svátky
Svátek Vasant Pančami je slaven podle hinduistického solárně-lunárního kalendáře jako svátek jara, a to hinduisty i některými muslimy (konkrétně súfijský řád čištíja) a sikhy v Indii. Vasant Pančami také otevírá čtyřicetidenní přípravu na svátek Hólí (známý jako svátek barev). Na ostrově Bali je svátek slaven jako Hari Raja Sarasvatí (Velký den bohyně Sarasvatí) a je začátkem nového roku místního kalendáře. 

V některých indických státech je součástí oslav pouštění draků.